# Olios jaldaparaensis
Olios jaldaparaensis är en spindelart som beskrevs av Saha och Dinendra Raychaudhuri 2007. Olios jaldaparaensis ingår i släktet Olios och familjen jättekrabbspindlar. Inga underarter finns listade i Catalogue of Life.